# Tablinum

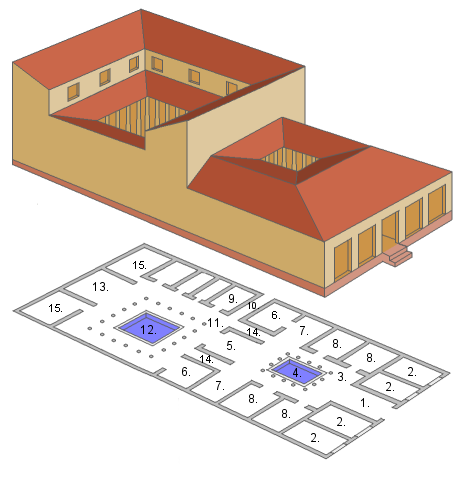
Esquema d'una domus romana, amb el tablinum al número 5

En l'arquitectura romana, el tablinum (o tabulinum, de tabula, 'taula') era una cambra situada generalment en un dels costats de l'atri, a l'altra banda de l'entrada; per la part de darrere s'obria al peristil, mitjançant un gran finestral o una antecambra o una cortina; estava separat de l'atri amb una cortina o un reixat de fusta. Les parets hi eren ricament decorades amb pintures al fresc i, a banda i banda, s'hi col·locaven els bustos de la família damunt de pedestals.
El tablinum era l'oficina de la casa romana, el despatx del pater familias on rebia els clients i hi feia negocis.
Inicialment, en l'arquitectura etrusca, era el dormitori de l'amo, on hi havia també la capella dels avantpassats; quan les cases es van fer més grans va ser la cambra on es guardava l'arxiu de la família i la sala de recepció dels clients que venien a consultar el seu patró.